# Al-Ghazali
Al-Ghazali, Abu-Hamid bin Muhammad bin Muhammad bin Muhammad (Arabă: أبو حامد محمد بن محمد بن محمد بن أحمد الغزالي الشافعي n. 1058 - d. 1111), cunoscut în perioda medievală europeană sub numele Algazel, a fost un teolog, mistic și filosof musulman.

## Viața
Abu-Hamid bin Muhammad bin Muhammad bin Muhammad Al-Ghazali s-a născut în anul 450 de la hegira, adică 1058 d.Hr., în orășelul Tus din Khorasan (regiune din Iranul de astăzi). Învață în orășelul natal gramatica arabă, apoi dreptul canonic islamic cu șeicul Al-Radakani. Apoi se mută la Jurjan unde este discipolul lui Al-Jurjani. La scurtă vreme, pleacă din Jurjan la Nishapur unde studiază dreptul canonic, logica, filosofia, teologia cu Al-Juwayni. 

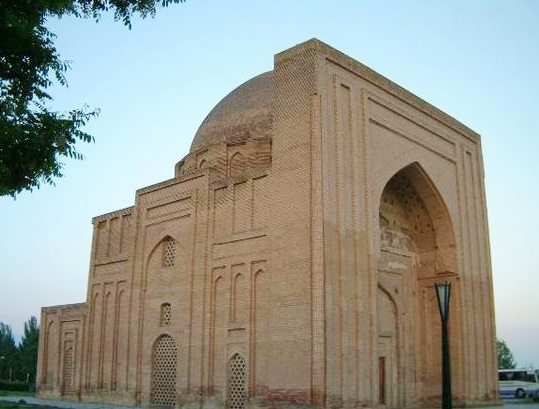
Mormântul lui Al-Ghazali

După ce a părăsit Nishapurul, s-a îndreptat către Bagdad unde, datorită reputației sale, a fost primit cu mare căldură de către vizirul selciukid, Nizam Al-Mulk, care aproximativ în anul 484h îl numește profesor de științe religoase la Al-Nizamiyya, faimoasa școală din Bagdad. În perioada celor patru ani petrecuți la Bagdad, pe lăngă predarea științelor religioase, a scris și a publicat o bună parte din opera sa. Părăsește Bagdadul, care era prea tumultos pentru el, pentru a se retrage într-un loc mai liniștit pentru meditație: în această perioadă de unsprezece ani (din 488h (1095 d.Hr.) – dată la care a părăsit Bagdadul și până în 499h (1106 d.Hr.), an în care s-a reîntors din Hijaz la Nishapur), Al-Ghazali a trăit după regulile misticilor musulmani și a scris cărțile sale cu teme mistice. După Nishapur, se retrage la Tus, orașul său natal, pe care nu-l mai părăsește niciodată. Moare în anul 1111 d.Hr.

## Opera
Al-Ghazali a lăsat o operă compusă dintr-un număr impresionant de lucrări în limba arabă, în diverse domenii. Cele mai importante dintre acestea:

### Teologie
• Hujjat al-Haqq (Proba Adevărului)
• Al-iqtisād fï l-i`tiqād (Cumpătarea în credință)
• Al-maqsad al-'asnā fī šarah 'asmā' Allāhi l-husnā (Cea mai bună cale de a explica Cele Mai Frumoase Nume ale lui Dumnezeu)
• Ğawāhir al-Qur’än (Esențele Coranului); o exegeză a Coranului.
• Faysal al-tafriqa bayna l-islām wa-l-zandaqa (Criteriul de deosebire a islamului de necredință)
• Miškāt al-’anwār (Firida luminilor)

### Sufism
• ‘Ihiyā’ ‘ulūm ad-dīn (Reînvierea științelor religiei); unul dintre cele mai vaste și erudite tratate despre religia islamică în ansamblul ei
• Bidāyat al-hidayā (Începutul călăuzirii)
• Al-munqid min ad-dalāl (Salvatorul de la rătăcire); carte autobiografică
• Minhāğ al-'ābidīn (Calea închinătorilor)
• Ma’āriğ al-quds fī madāriğ ma’rifat an-nafs (Înălțările sfințeniei pe treptele cunoașterii de sine)

### Filosofie
• Maqāsid al-falāsifa (Scopurile filosofilor) [scrisă în tinerețe, sub influența lucrărilor lui Avicenna, prezintă în mod favorabil filosofia greacă]
• Tahäfut al-faläsifa (Incoerența filosofilor). În această lucrare a respins vehement sistemele filosofice ale lui Platon și Aristotel, adoptate de Avicenna și al-Farabi. La rîndul ei, aceasta carte va fi aspru criticată de Ibn Rushd în lucrarea Tahāfut at-tahāfut (Incoerența incoerenței).
• Mi'yār al-'ilm fī fann al-mantiq (Măsura cunoașterii în arta logicii)
• Al-qistās al-mustaqīm (Balanța cea dreaptă)

### Jurisprudență
• Fatāwī l-Ġazālī (Edictele lui Al-Ghazali)
• Al-wağīz fī l-fiqh (Pe scurt despre dreptul canonic);
• Al-wasīt fī l-madhab (Compendiu mediu de jurispridență)
• Asās al-qiyās (Temelia analogiei)

### Opere despre diverse teme în persană
Al-Ghazali și-a scris aproape toată opera în arabă cu excepția câtorva lucrări compuse în persană, limba sa maternă:
• Kīmyāyé sa'ādat (Alchimia fericirii)
• Nasīhatul mulūk (Sfătuirea regilor)
• Zād-e Ākherat (Merinde pentru Viața de Apoi)
• Pand-nāma (Cartea sfatului)